# Malabaila elgonensis
Malabaila elgonensis är en flockblommig växtart som beskrevs av H.Wolff. Malabaila elgonensis ingår i släktet Malabaila och familjen flockblommiga växter. Inga underarter finns listade i Catalogue of Life.